# Stazione di Castello di Godego
Stazione di Castello di Godego vasútállomás Olaszországban, Veneto régióban, Castello di Godego településen.

## Vasútvonalak
Az állomást az alábbi vasútvonalak érintik:
- Trento–Velence-vasútvonal

## Kapcsolódó állomások
A vasútállomáshoz az alábbi állomások vannak a legközelebb: 
- Stazione di Cassola (Stazione di Trento)
- Stazione di Castelfranco Veneto (Stazione di Venezia Santa Lucia)